# Northpoint (rascacielos)
Northpoint es un rascacielos situado en Pattaya, Tailandia.
El edificio comprende condominios residenciales y fue coronado en diciembre de 2008. Consiste en dos torres: la Torre Sur de 61 plantas y la Torre Norte de 51 plantas. La Torre Sur es el edificio más alto de Tailandia fuera de Bangkok y el tercer edificio residencial más alto del país. La Torre Norte es el 25º edificio más alto de Tailandia y el segundo más alto fuera de Bangkok.
El proyecto fue promovido por Raimon Land PLC y recibió el premio al Mejor Proyecto Residencial (Costa Oriental de Tailandia) en los Premios Inmobiliarios de Tailandia de 2008.